# Сент-Андре-де-Корси
Сент-Андре́-де-Корси́ (фр. Saint-André-de-Corcy) — коммуна во Франции, находится в регионе Рона — Альпы. Департамент — Эн. Входит в состав кантона Рерьё. Округ коммуны — Бурк-ан-Брес.
Код INSEE коммуны — 01333.

## География
Коммуна расположена приблизительно в 380 км к юго-востоку от Парижа, в 21 км северо-восточнее Лиона, в 38 км к юго-западу от Бурк-ан-Бреса.

## Климат
Климат полуконтинентальный с холодной зимой и тёплым летом. Дожди бывают нечасто, в основном летом.

## Население
Население коммуны на 2010 год составляло 2991 человек.
| 1962 | 1968 | 1975 | 1982 | 1990 | 1999 | 2010 |
| ---- | ---- | ---- | ---- | ---- | ---- | ---- |
| 731  | 780  | 900  | 2131 | 2547 | 3098 | 2991 |

## Администрация
| Период | Период | Фамилия        | Партия | Примечания |
| ------ | ------ | -------------- | ------ | ---------- |
| 1995   | 2001   | Пьер Бернар    |        |            |
| 2001   | 2008   | Анри Рамирес   |        |            |
| 2008   | 2020   | Жан-Пьер Барон |        |            |

## Экономика
В 2010 году среди 1937 человек трудоспособного возраста (15—64 лет) 1437 были экономически активными, 500 — неактивными (показатель активности — 74,2 %, в 1999 году было 74,2 %). Из 1437 активных жителей работали 1368 человек (699 мужчин и 669 женщин), безработных было 69 (34 мужчины и 35 женщин). Среди 500 неактивных 201 человек были учениками или студентами, 224 — пенсионерами, 75 были неактивными по другим причинам.

## Достопримечательности
- Феодальный мотт (XI век). Исторический памятник с 1989 года.[4]
- Замок Монриблу[фр.] (XVIII век).[5]
- Замок Сюр.

## Фотогалерея

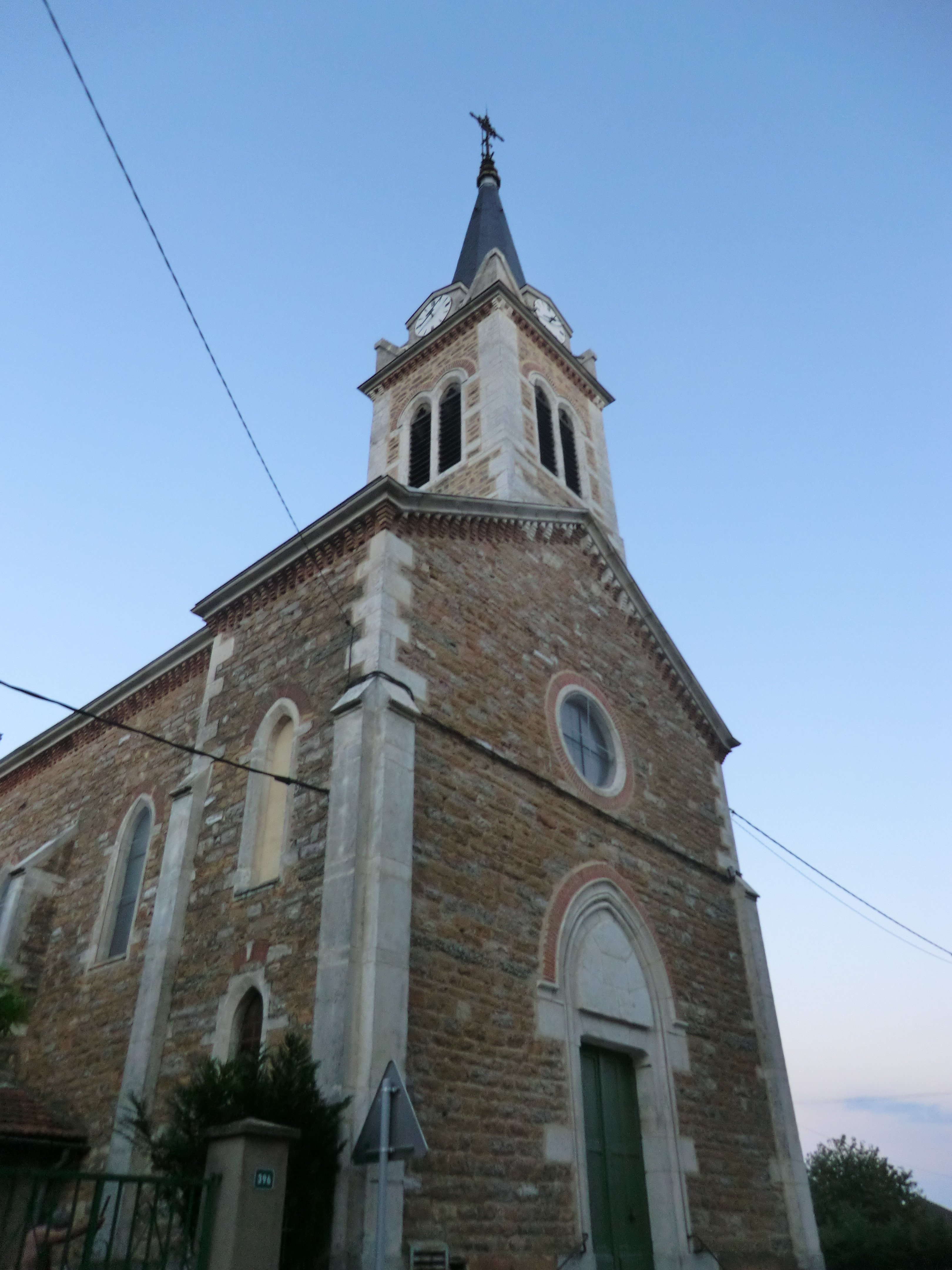
Церковь Св. Андрея
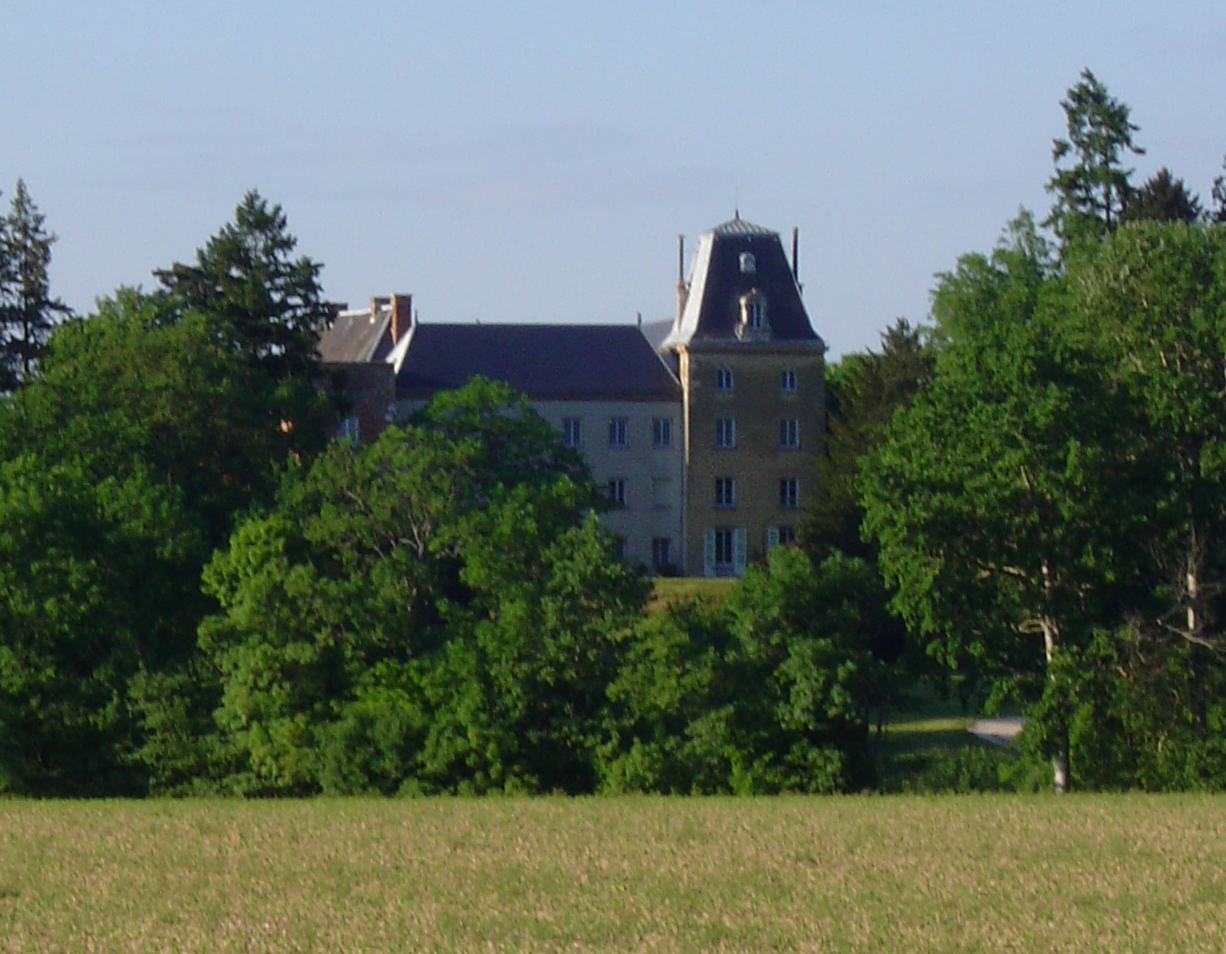
Замок Монриблу
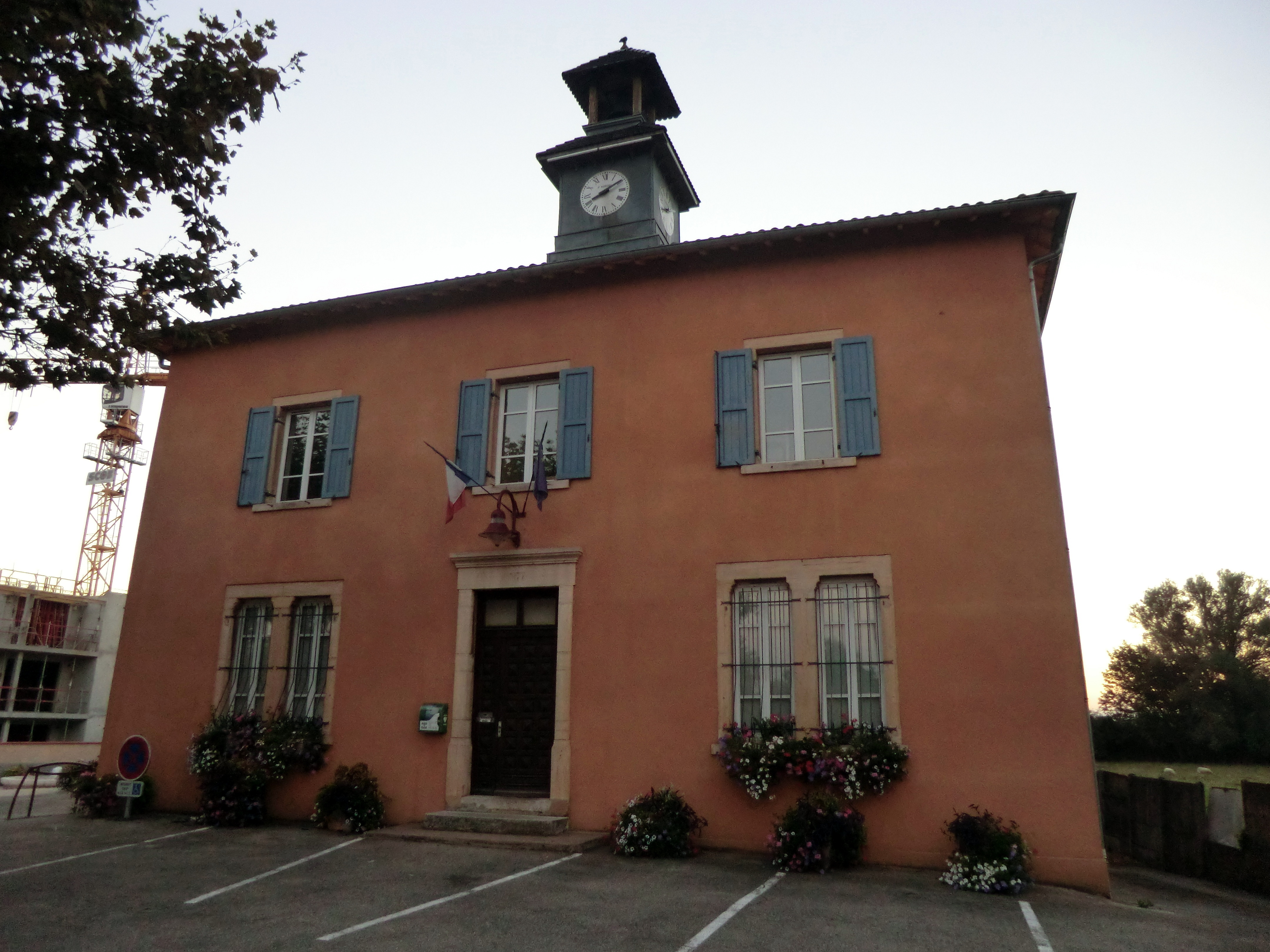
Мэрия
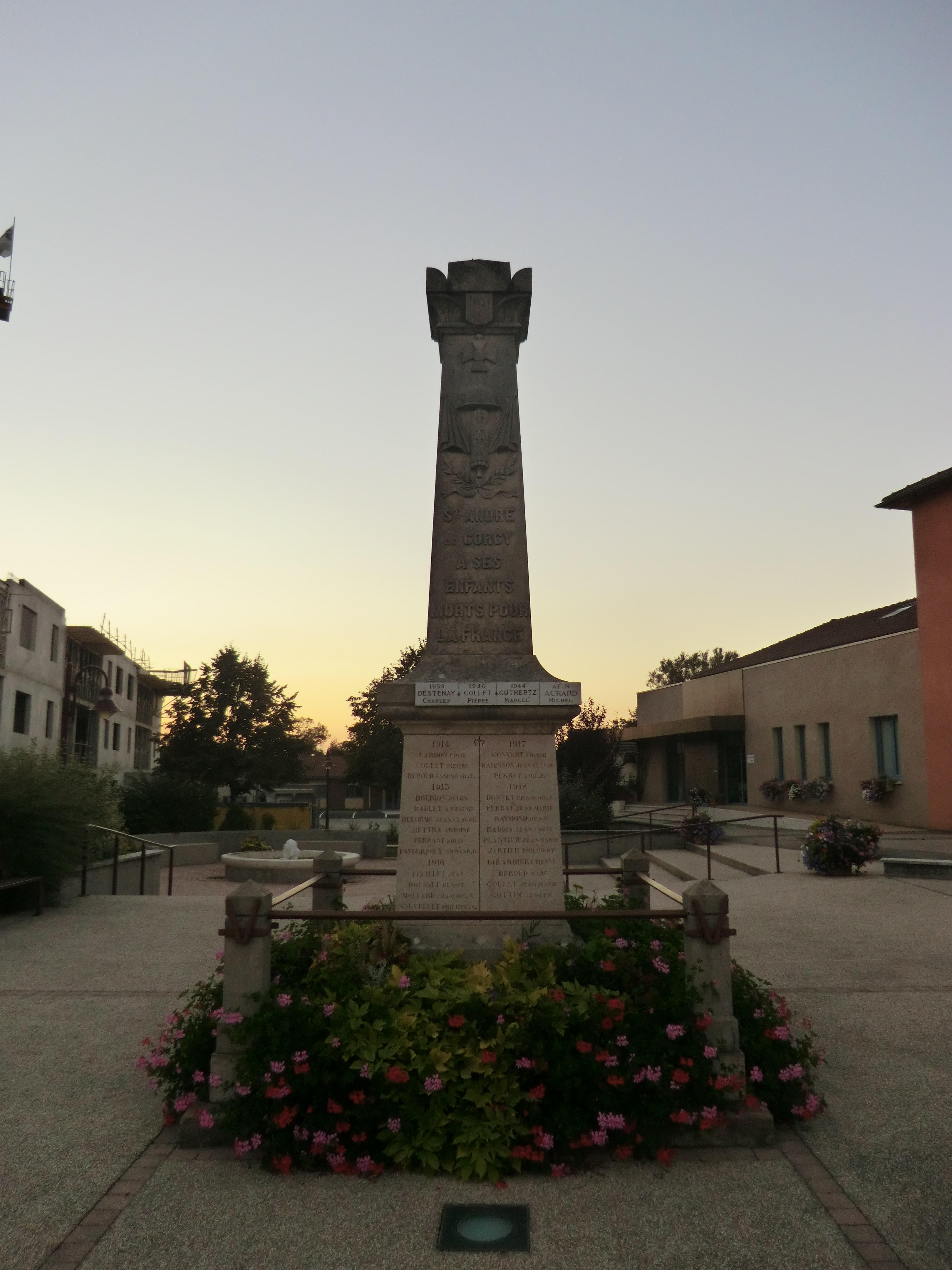
Военный мемориал
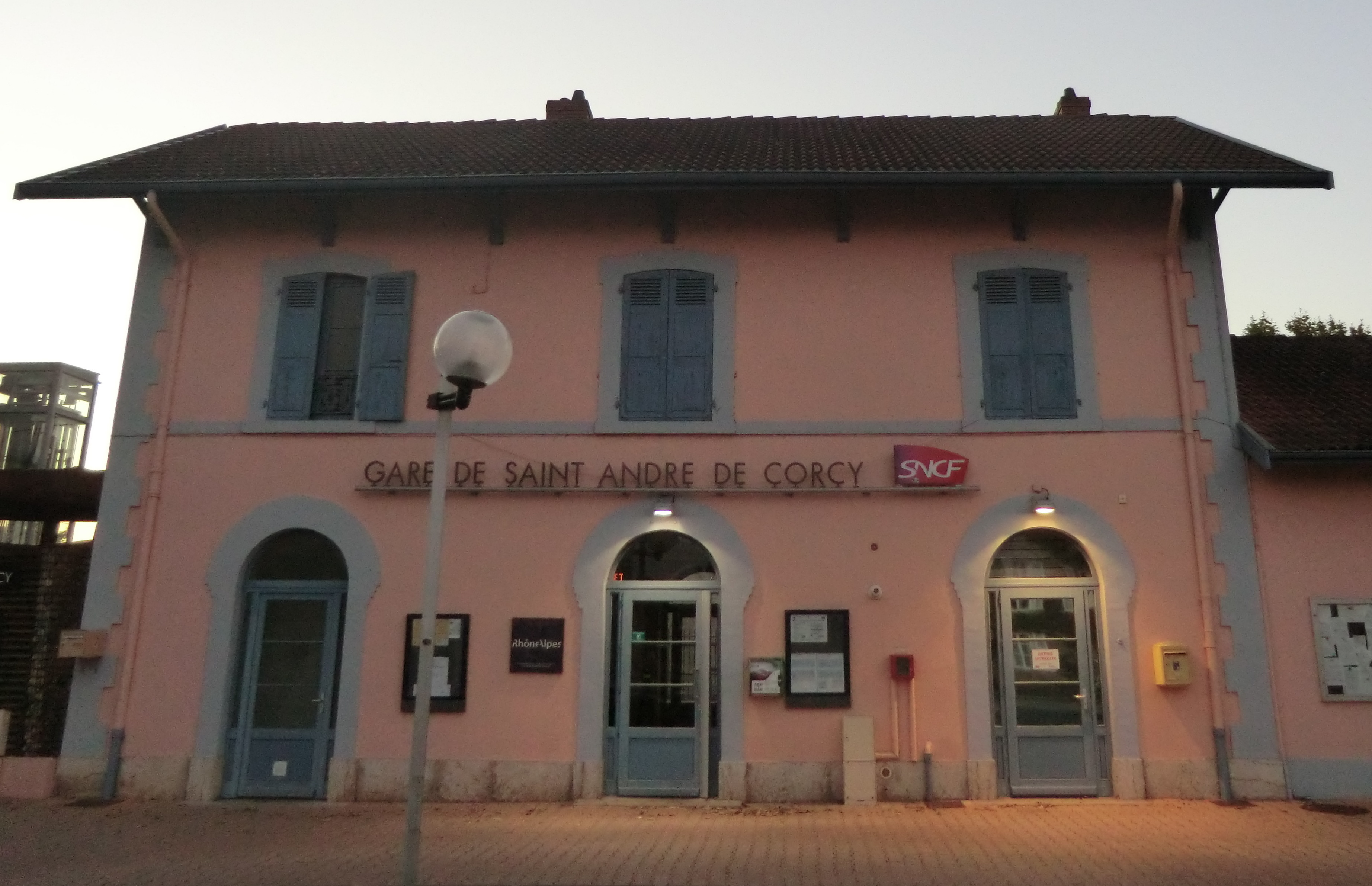
Вокзал
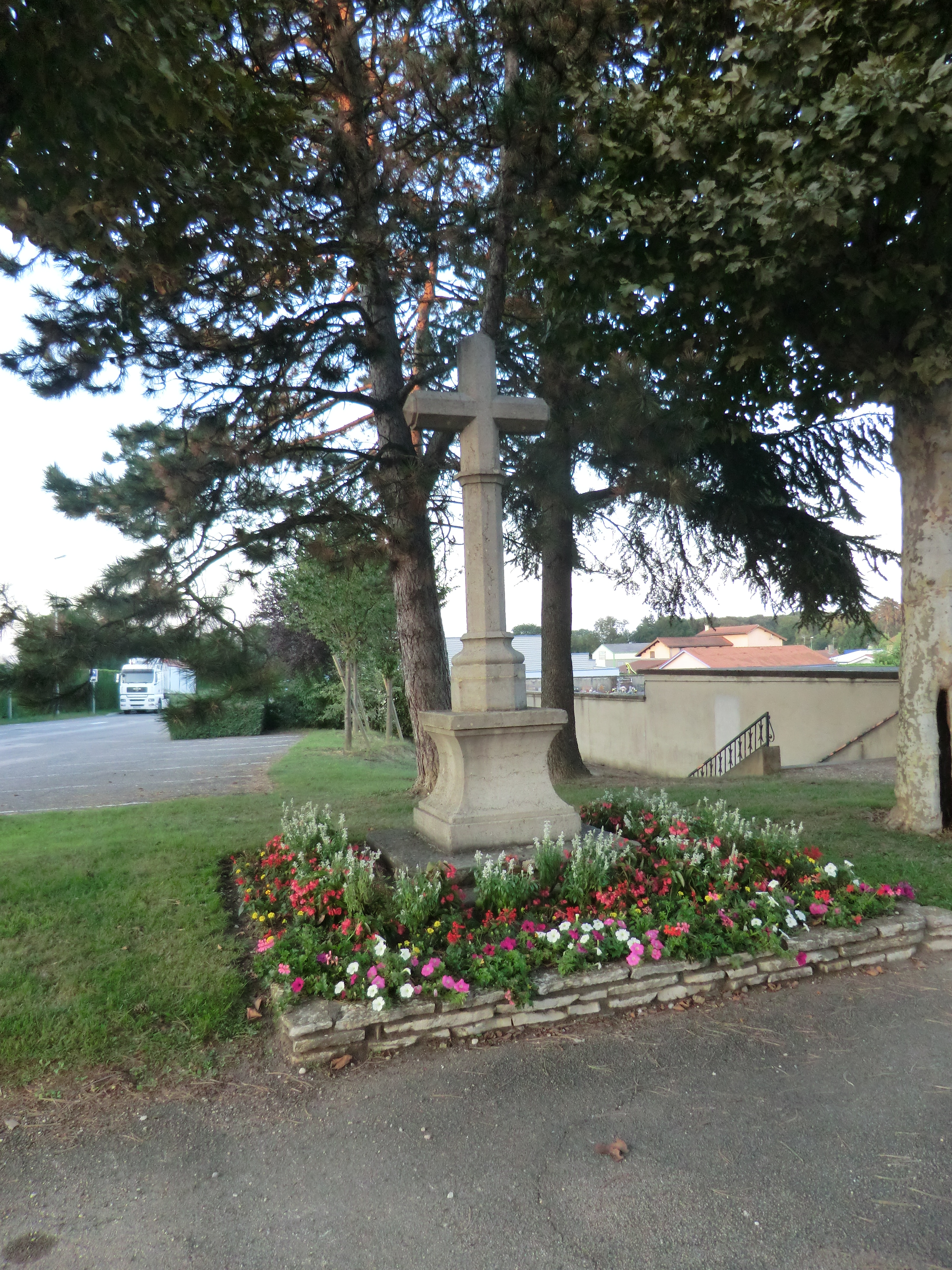
Придорожный крест